# Grębynice
Grębynice – wieś w Polsce położona w województwie małopolskim, w powiecie krakowskim, w gminie Zielonki. Zajmuje obszar 223,85 ha, co stanowi 4,61% powierzchni gminy Zielonki. Na koniec 2024 roku liczyła 420 mieszkańców, gęstość zaludnienia wynosiła 191 os./km².
W latach 1975–1998 miejscowość administracyjnie należała do województwa krakowskiego.
| SIMC    | Nazwa | Rodzaj    |
| ------- | ----- | --------- |
| 0344219 | Doły  | część wsi |

## Etymologia
Nazwa Grębynice urobiona jest od apelatywu, który we współczesnej polszczyźnie przybrał formę grępło (nici rozkręconej liny z włókna roślinnego), natomiast w staropolszczyźnie oznaczało „pozostałości po grępleniu, ew. jego produkt”. Końcówka -ice sugeruje również inną możliwą etymologię, iż jest formą dzierżawczą (może od imienia Grębosz (?)), jednakże jest to raczej późniejsza stylizacja, wobec częstych w tym rejonie faktycznych form dzierżawczych np. Iwanowice, Januszowice, Przybysławice i in.
Według innych źródeł nazwa wsi ma charakter osobowy, od nazwiska Grębina lub Gręboń (inne, dawne nazwy miejscowości to również Grębinice, Grębonice, Grębiny).

## Położenie
Wieś położona jest pomiędzy Doliną Prądnika a Doliną Korzkiewki, w otulinie Ojcowskiego Parku Narodowego. Potok Korzkiewka, lewy dopływ Prądnika, przepływa wschodnim skrajem wsi. Prądnik, będący lewym dopływem Wisły, przepływa z kolei w odległości około stu do kilkuset metrów od zachodniej i południowej granicy miejscowości. Obszar ten usytuowany jest na Wyżynie Ojcowskiej, będącej częścią Wyżyny Olkuskiej (341.32) należącej do makroregionu Wyżyna Krakowsko-Częstochowska (341.3), w podprowincji Wyżyna Śląsko-Krakowska (341).
Pod względem administracyjnym wieś zlokalizowana jest w województwie małopolskim, w powiecie krakowskim, w północno-zachodniej części gminy Zielonki, około 12,5 km w linii prostej na północ od centrum Krakowa. Graniczy z następującymi miejscowościami:
- Maszyce (gmina Skała) od północy,
- Świńczów (gmina Skała) od północnego wschodu[a],
- Brzozówka (gmina Zielonki) od wschodu,
- Korzkiew (gmina Zielonki) od wschodu i południa,
- Prądnik Korzkiewski (gmina Wielka Wieś) od południa i zachodu.

Biorąc pod uwagę powierzchnię wynoszącą 223,85 ha Grębynice są średnią co do wielkości miejscowością gminy Zielonki, zajmującą 4,61% jej obszaru.
Najwyżej położony punkt wsi znajduje się w jej północnej części, w pobliżu ul. Wesołej (tzw. Mogiełki), na wysokości około 379 m n.p.m., podczas gdy położony najniżej na wysokości około 293 m n.p.m., w miejscu, w którym Korzkiewka przecina wschodnią granicę miejscowości.

## Historia
Pierwsza wzmianka o miejscowości pochodzi z roku 1356, kiedy to w źródłach pojawia się informacja o śmierci niejakiego Krystyna z Grębynic.
Grębynice były wsią szlachecką. W XIV w. ich właścicielem (i części Giebułtowa) był pochodzący z ziemi sandomierskiej sędzia krakowski Jan Syrokomla, zaufany króla Kazimierza Wielkiego. Pod koniec XIV w. dobra rodu Syrokomlitów obejmowały już całą Korzkiew, Biały Kościół, Grębynice, Giebułtów i Rudną. Wnukowie założyciela majątku stopniowo go jednak dzielili i już w XV stuleciu większość wsi (wraz z korzkiewskim zamkiem) została rozprzedana.
W XVIII w. wieś należała do klucza korzkiewskiego (wraz z okolicznymi wsiami) i była własnością wojewody bracławskiego Michała Jordana. Po jego śmierci w 1741 r. klucz dziedziczy syn Adam. Pod koniec XVIII w. klucz kupują Wodziccy. W XIX w. (prawdopodobnie po śmierci hrabiny Eleonory Wodzickiej 23 maja 1837 r.) klucz przejmują Sedlmayerowie.

## Demografia
Liczba mieszkańców Grębynic zwiększała się znacząco w latach 1988–2012, po czym ustabilizowała się na poziomie 390–430 osób.
Źródła danych oraz rodzaje (nazwy) i terminy spisów, jeśli dostępne:
- 1787[16];
- 1789[16] – Lustracja dymów i podanie ludności;
- 1808[17] – Spis wojskowy ludności Galicji;
- 1921[18] – Pierwszy Powszechny Spis Ludności – dane na 30 września;
- 1988[19] – Narodowy Spis Powszechny 1988 – dane na 6 grudnia;
- 2002[19] – Narodowy Spis Powszechny Ludności i Mieszkań 2002 – dane na 20 maja;
- 2003, 2004 i 2006[20] oraz 2009–2024[1] – dane własne Urzędu gminy Zielonki na 31 grudnia danego roku.

## Zabytki
- Kapliczka z cegły (dawniej kaplica św. Rozalii) z 1863 roku[21].

Wierni kościoła rzymskokatolickiego należą do parafii w Korzkwi co najmniej od XVI wieku.
W miejscowości znajduje się Ochotnicza straż pożarna.

## Transport
Linia autobusowa MPK nr 267 zapewnia połączenie z Krakowem.